# Harry e gli Henderson
Harry e gli Henderson (Harry and the Hendersons) è una serie televisiva statunitense in 72 episodi trasmessi per la prima volta nel corso di 3 stagioni dal 1991 al 1993. È tratta dal film Bigfoot e i suoi amici (Harry and the Hendersons) del 1987.
È una serie del genere sitcom incentrata sulle vicende di una famiglia di Seattle, gli Henderson, che adottano un bigfoot chiamato Harry. Bruce Davison e Molly Cheek interpretano i genitori (nel film sono interpretati da John Lithgow e Melinda Dillon, rispettivamente) con Carol-Ann Plante e Zachary Bostrom nel ruolo dei due bambini (nel film interpretati da Margaret Langrick e Joshua Rudoy rispettivamente). Kevin Peter Hall interpreta il ruolo di Harry sia nel film che nella serie TV, fino alla sua morte avvenuta durante la produzione della prima stagione. Hall fu sostituito prima da Dawan Scott e poi da Brian Steele nella terza stagione.

## Trama
La serie ruota attorno alla famiglia Henderson, una tipica famiglia americana di Seattle e del loro insolito animale domestico: Harry, un Bigfoot da loro adottato dopo essere stato erroneamente investito durante il ritorno da un campeggio.

## Personaggi e interpreti
- George Henderson (72 episodi, 1991-1993), interpretato da Bruce Davison.
- Nancy Henderson (72 episodi, 1991-1993), interpretato da Molly Cheek.
- Ernie Henderson (72 episodi, 1991-1993), interpretato da Zachary Bostrom.
- Sara Henderson (72 episodi, 1991-1993), interpretata da Carol-Ann Plante.
- Brett Douglas (48 episodi, 1991-1993), interpretato da	Noah Blake.
- Harry (34 episodi, 1991-1993), interpretato da	Dawan Scott.
- Darcy Payne (26 episodi, 1991-1993), interpretata da Courtney Peldon.
- Hilton Woods (22 episodi, 1993), interpretato da Mark Dakota Robinson.
- Harry (22 episodi, 1993), interpretato da Brian Steele.
- Walter Potter (19 episodi, 1990-1993), interpretato da	David Coburn.
- Samantha Glick (18 episodi, 1990-1991), interpretata da Gigi Rice.
- Harry (16 episodi, 1990-1991), interpretato da	Kevin Peter Hall.
- Lorraine Hall (7 episodi, 1991-1993), interpretata da Alaina Reed-Hall.
- Brian (4 episodi, 1991-1993), interpretato da Chance Boyer.
- Booker T. Baldwin (3 episodi, 1991), interpretato da Bart Braverman.
- Tiffany Glick (3 episodi, 1990-1991), interpretata da Cassie Cole.
- dottor Gronsky (3 episodi, 1993), interpretato da	Ray Stricklyn.

## Produzione
La serie, ideata da William Dear, William E. Martin e Ezra D. Rappaport, fu prodotta da Amblin Entertainment e Universal TV e girata negli studios della Universal a Universal City in California. Le musiche furono composte da Léon Redbone (autore del tema Your Feets Too Big) e Todd Hayen.

### Registi
Tra i registi della serie sono accreditati:
- Nick Havinga (12 episodi, 1991-1993)
- Lee Lochhead (12 episodi, 1992-1993)
- Frank Bonner (11 episodi, 1991-1993)
- Howard Murray (11 episodi, 1992-1993)
- Tony Dow (6 episodi, 1991-1992)
- Lee Bernhardi (4 episodi, 1991-1993)
- Bruce Davison (3 episodi, 1991-1993)
- Richard Kline (3 episodi, 1991-1993)
- Don Amendolia (2 episodi, 1991)
- Alan Cooke (2 episodi, 1991)
- Dwayne Hickman (2 episodi, 1992)

## Distribuzione
La serie fu trasmessa negli Stati Uniti dal 1991 al 1993 in syndication. In Italia è stata trasmessa negli anni 1990 su RaiDue e poi in replica dal 2000 in poi su Italia 1, Canale 5, Happy Channel e Italia Teen Television con il titolo Harry e gli Henderson.
Alcune delle uscite internazionali sono state:
- negli Stati Uniti il 13 gennaio 1991 (Harry and the Hendersons)
- in Francia il 24 febbraio 1993 (Harry et les Henderson)
- in Germania (Bigfoot und die Hendersons)
- in Finlandia (Harry ja Hendersonit)
- in Spagna (Harry y los Henderson)
- in Italia (Harry e gli Henderson)

## Episodi
| Stagione         | Episodi | Prima TV USA |
| ---------------- | ------- | ------------ |
| Prima stagione   | 18      | 1991         |
| Seconda stagione | 24      | 1991-1992    |
| Terza stagione   | 30      | 1992-1993    |